# 傑斐遜鎮區 (堪薩斯州迪金森縣)
傑斐遜鎮區（英語：Jefferson Township）為美國堪薩斯州迪金森縣轄下的鎮區。2010年美国人口普查中此鎮區人口有175人。

## 地理
傑斐遜鎮區涵蓋總面積為94.1平方（36.35平方英里），其中陸地面積為93.7平方（36.19平方英里），水域面積為0.41平方（0.16平方英里）或0.44%。海拔高度390（1,280英尺）。

## 人口統計
根據2010年美國人口普查，傑斐遜鎮區人口有175人，其中男性有92人，女性有83人，人口密度為每平方公里1.86人，住房計85戶。鎮區內的白人有167人，非裔美國人有1人，美洲原住民有2人，亞裔美國人有0人，太平洋島裔美國人有0人，其他種族有4人，混血種族則有1人。此外鎮區內有4人為西班牙裔或拉丁裔美國人。此鎮區之年齡中位數為48.4歲，而男性年齡中位數為48.3歲，女性年齡中位數為48.5歲。

## 交通

### 主要公路
- 15號堪薩斯州州道